# U-BT Cluj-Napoca
El U-BT Cluj-Napoca es un equipo de baloncesto rumano con sede en la ciudad de Cluj-Napoca, que compite en la Liga Națională, la máxima competición de su país y en la Basketball Champions League, la tercera competición europea. Disputa sus partidos en la Sala Polivalentă, con capacidad para 10,000 espectadores y en la Sala Sporturilor Horia Demian, con capacidad para 2,525 espectadores.
El club fue parte de la asociación deportiva CS Universitatea Cluj-Napoca, independizándose en 1966, aunque actualmente sigue conservando en su nombre la U (abreviatura de Universitatea).

## Historia
La asociación deportiva CS Universitatea Cluj-Napoca fue fundada en 1919, mientras que el equipo de baloncesto fue fundado en 1947, 
jugando por primera vez en la 1ª División Rumana de Baloncesto en 1966, año en que se independizó de la asociación deportiva. 
Desde entonces, el club se mantiene en la 1ª División Rumana de Baloncesto, obteniendo sus mejores resultados en la década de los 1990s, donde ganaron 3 Ligas (1992, 1993 y 1996) y 1 Copa (1995), aparte de ser subcampeones de liga en dos ocasiones (1991 y 1994).
En 2007, el club llegó a los cuartos de final de la FIBA EuroCup Challenge (por entonces la 4ª división europea), siendo derrotado por el Apollon Limassol BC chipriota, en lo que ha sido su mejor resultado a nivel europeo. Tras 16 años de sequía en las competiciones domésticas, en 2011 se proclamaron campeones de liga tras derrotar en la final al CSU Asesoft Ploiești, consiguiendo así su 4º título de liga.
En 2016, cinco años después de su último título, se proclamaron campeones de copa por 2ª en su historia y campeones por 1ª vez de la supercopa, derrotando en ambas ocasiones al CSM Oradea. En 2017 hicieron el primer doblete de su historia, ganando su 5ª liga (derrotaron en la final por 3-0 al Steaua CSM Eximbank y su 3ª copa (derrotaron por 79-78 al BC Mureş).
El jugador más importante de la historia del club es Gheorghe Mureşan, que jugó en el equipo en la temporada 1991-1992 y es considerado el jugador más alto de la historia de la NBA con 2,31 m, superando en milímetros a Manute Bol.

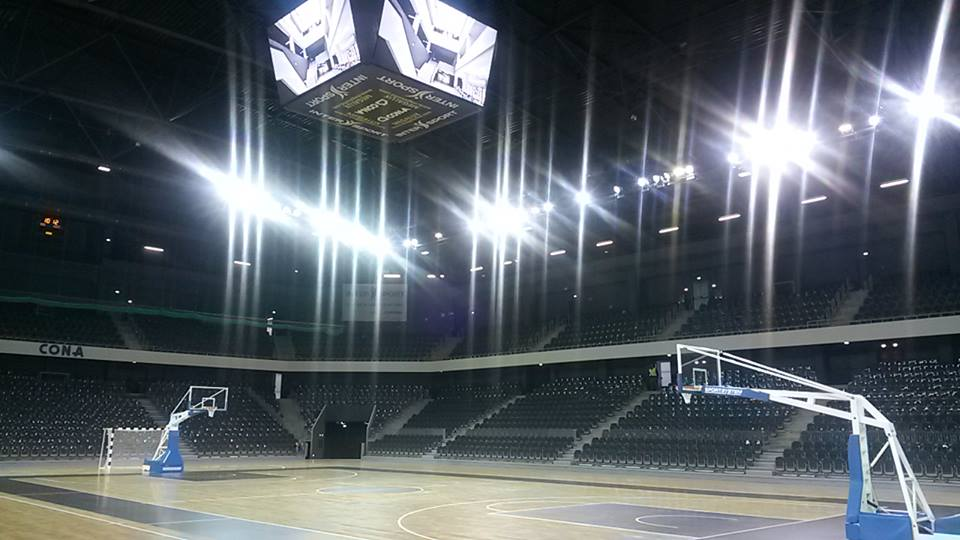
Sala Polivalentă

## Nombres
| - U Cluj-Napoca - Ştiinţa Cluj-Napoca - Ştiinţa IMF Cluj-Napoca - U Metalul Rosu Cluj-Napoca - U Fimaro Cluj-Napoca - U S.M. Invest Cluj-Napoca (1996-1997) - U Sanex Cluj-Napoca (1997-1998) - Universitatea Carbochim Cluj-Napoca (1998-2002) | - Policarbochim Cluj-Napoca (2002-2005) - BU Poli-Mobitelco-Carbochim Cluj-Napoca (2005-2006) - Universitatea Mobitelco Cluj-Napoca (2006-2009) - CS U-Mobitelco Cluj-Napoca (2009-2014) - U-Banca Transilvania Cluj-Napoca (2014-presente) |

## Registro por Temporadas
| Temporada | División | Liga           | Posición en liga | Play-Offs        | Copa Rumana      | Competición Europea                    | Competición Europea | Competición Europea |
| --------- | -------- | -------------- | ---------------- | ---------------- | ---------------- | -------------------------------------- | ------------------- | ------------------- |
| 2008-09   | 1ª       | Divizia A      | 5º               | Cuartos de final | Octavos de final | 3ª FIBA EuroChallenge 2008-09          | 1ª Ronda            |                     |
| 2009-10   | 1ª       | Divizia A      | 1º               | Subcampeón       | Cuartos de final |                                        |                     |                     |
| 2010-11   | 1ª       | Divizia A      | 2º               | Campeón          | Octavos de final |                                        |                     |                     |
| 2011-12   | 1ª       | Divizia A      | 3º               | Semifinales      | Octavos de final | 3ª FIBA EuroChallenge 2011-12          | Fase de grupos      |                     |
| 2012–13   | 1ª       | Liga Națională | 7º               | Cuartos de final | Subcampeón       |                                        |                     |                     |
| 2013–14   | 1ª       | Liga Națională | 5º               | Semifinales      | Cuartos de final |                                        |                     |                     |
| 2014–15   | 1ª       | Liga Națională | 3º               | Cuartos de final | Octavos de final | 3ª FIBA EuroChallenge 2014-15          | Fase de grupos      |                     |
| 2015–16   | 1ª       | Liga Națională | 3º               | Semifinales      | Campeón          |                                        |                     |                     |
| 2016–17   | 1ª       | Liga Națională | 1º               | Campeón          | Campeón          | 4ª FIBA Europe Cup 2016-17             | 2ª Fase             |                     |
| 2017–18   | 1ª       | Liga Națională |                  |                  |                  | 3ª Basketball Champions League 2017-18 | 2ª Ronda            |                     |

## U-BT Cluj-Napoca en competiciones europeas
Copa Korać 1990-91
| 1ª Ronda | Universitatea Cluj | Panionios Forthnet | 98-89 | 103-86 |  |

Copa de Europa de la FIBA 1991-92
| 2ª Ronda | Universitatea Cluj | Pau-Orthez | 107-101 | 100-89 |  |

Liga Europea de la FIBA 1992-93
| 1ª Ronda | Universitatea Cluj | USK Praha | 59-85 | 103-87 |  |

Liga Europea de la FIBA 1993-94
| 1ª Ronda | Universitatea Cluj | RTI Minsk | 74-94 | 108-71 |  |

Copa de Europa de la FIBA 1994-95
| 1ª Ronda | Vllaznia           | Universitatea Cluj | 86-87 | 83-72 |  |
| 2ª Ronda | Universitatea Cluj | Strasbourg         | 54-88 | 83-66 |  |

Copa de Europa de la FIBA 1995-96
| 1ª Ronda | Universitatea Cluj | Spartak Subotica | 64-87 | 96-61 |  |

Eurocopa de la FIBA 1996-97
| Fase de grupos | Universitatea Cluj | BC Budivelnyk      | 69-117 | 76-51  |
| Fase de grupos | Universitatea Cluj | BC BVV Brno        | 74-96  | 109-79 |
| Fase de grupos | AC Apollon         | Universitatea Cluj | 122-61 | 86-107 |
| Fase de grupos | BC Aquarius        | Universitatea Cluj | 98-80  | 83-87  |
| Fase de grupos | Universitatea Cluj | Telindus           | 54-92  | 112-65 |

FIBA EuroCup Challenge 2005-06
| Fase de grupos | Apoel               | Poli-Mobitelco Cluj | 90-76 | 75-82 |
| Fase de grupos | Poli-Mobitelco Cluj | Ironi Elitzur       | 78-74 | 97-87 |

FIBA EuroCup Challenge 2006-07
| Fase de grupos   | U-Mobitelco Cluj-Napoca | BC Boncourt             | 83-74  | 86-65 |  |
| Fase de grupos   | Keravnos                | U-Mobitelco Cluj-Napoca | 95-100 | 86-81 |  |
| Fase de grupos   | Brno                    | U-Mobitelco Cluj-Napoca | 96-64  | 79-62 |  |
| Cuartos de Final | Pizzaexpress            | U-Mobitelco Cluj-Napoca | 82-71  | 75-86 |  |

FIBA EuroCup 2007-08
| 2ª Ronda | PAOK BC MARFIN | U-Mobitelco | 79-74 | 65-71 |  |

FIBA EuroChallenge 2008-09
| 1ª Ronda | U-Mobitelco Cluj-Napoca | EWE Baskets | 60-86 | 77-72 |  |

FIBA EuroChallenge 2011-12
| Fase de grupos | CSU-Mobitelco Cluj-Napoca | Elan Chalon               | 81-85 | 83-74 |
| Fase de grupos | Antwerp Giants            | CSU-Mobitelco Cluj-Napoca | 87-63 | 72-74 |
| Fase de grupos | BC Enisey                 | CSU-Mobitelco Cluj-Napoca | 73-81 | 75-82 |

FIBA EuroChallenge 2014-15
| Fase de grupos | magnofit Güssing                 | U-Banca Transilvania Cluj-Napoca | 84-77 | 68-81 |
| Fase de grupos | U-Banca Transilvania Cluj-Napoca | TS Medical Park                  | 80-81 | 91-72 |
| Fase de grupos | U-Banca Transilvania Cluj-Napoca | Atomerőmű SE                     | 64-73 | 68-81 |

Basketball Champions League 2016-17
| 1ª Ronda | Petrolina AEK         | U-BT Cluj Napoca | 50-78 | 67-56 |  |
| 2ª Ronda | Muratbey Uşak Sportif | U-BT Cluj Napoca | 93-90 | 66-85 |  |

FIBA Europe Cup 2016-17
| 1ª Fase | U-BT Cluj Napoca | KB Peja          | 85-76 | 76-99  |
| 1ª Fase | Gaziantep        | U-BT Cluj Napoca | 72-73 | 72-79  |
| 1ª Fase | U-BT Cluj Napoca | Petrolina AEK    | 65-63 | 66-71  |
| 2ª Fase | Alba Fehérvár    | U-BT Cluj Napoca | 92-83 | 81-86  |
| 2ª Fase | U-BT Cluj Napoca | Pau-Lacq-Orthez  | 79-69 | 103-83 |
| 2ª Fase | U-BT Cluj Napoca | BK Pardubice     | 84-67 | 74-65  |

Basketball Champions League 2017-18
| 2ª Ronda | Bosna / MHP Riesen Ludwigsburg | U-BT Cluj Napoca |  |  |

## Palmarés

### Liga
- Liga Națională

-   -  Campeones (6): 1992, 1993, 1996, 2011, 2017, 2021

-   - Subcampeones (7): 1959, 1962, 1991, 1994, 2006, 2008, 2010
  - Terceros (13): 1960, 1963, 1966, 1967, 1970, 1973, 1976, 1977, 1978, 1995, 1999, 2007, 2019

### Copas
- Copa Rumana

-   -  Campeones (5): 1995, 2016, 2017, 2018, 2020

-   -  Subcampeones (2): 2006, 2013

- Supercopa Rumana

-   -  Campeones (3): 2016, 2017, 2021

### Internacional
- FIBA EuroCup Challenge
  - Cuartos de Final (1): 2007

### Regional
- Central European Basketball League

-   - Subcampeones (1): 2010

## Jugadores del U-BT Cluj-Napoca en la NBA
- Gheorghe Mureşan 2,31m - Pívot - Washington Bullets (1993-1995 y 1995-1997) y New Jersey Nets (1999-2000).

Fue elegido el Jugador Más Mejorado de la NBA en 1996, teniendo un promedio durante toda su carrera en la NBA de 9,8 puntos, 6,4 rebotes y 1,5 tapones.

## Jugadores destacados
| - Aleksandar Glintić - Ermin Jazvin - Muhamed Pašalić - Hristo Nikolov - Stephen Ross - Damir Milačić - Vedran Nakić - Željko Šakić - Reinar Hallik - Phillip Jones - Vaidas Kariniauskas - Boris Lalović - Ivan Todorović - Adrian Majstrovich - Leon Henry - Karamo Jawara - Cătălin Baciu - Răzvan Cenean - Paul Chetreanu - Vlad Corpodean - Mircea Cristescu - Horia Demian | - Mirel Dragoste - Tudor Dumitrescu - Claudiu Fometescu - Dragoș Gheorghe - Adrian Guțoaia - Uchechukwu Iheadindu - Tudor Jucan - Flavius Lăpuşte - Andrei Mandache - Ionuţ Mocanu - Viorel Mocanu - Vlad Moldoveanu - Gheorghe Mureşan - Alexandru Olah - Rares Pasca - Mihai Paul - Mihai Popa - Szabolcs Santa - Mihai Silvășan - Mihai Sinevici - Levente Szijarto - Marcel Țenter | - George Toth - Ousmane Barro - Vanja Bujić - Branko Cuić - Dalibor Djapa - Dejan Dukovcić - Branko Jorović - Zoran Krstanović - Ivan Kuburović - Miljan Medvedj - Vladimir Mijović - Pedrag Mijusković - Milos Pesić - Milos Petković - Aleksandar Rašić - Saša Vukas - Ivan Žigeranović - Maksym Pustozvonov - Rammel Allen - Sean Barnette - Stan Blackmon - Brad Buckman | - Kyndall Dykes - Matt Gibson - Darius Hargrove - Cory Jenkins - Jonathan Jones - Mike Kinsella - Jerome LaGrange - David Lawrence - Curtis Millage - Tyler Morris - John Ofoegbu - Steve Rich - Terrence Roberts - LeVar Seals - Michael Southall - Josh Sparks - Jay-R Strowbridge - Frank Turner - Lawrence Westbrook - Derek Wright - Vladan Jocović - Miroslav Todić | - Zoran Cvjetković - Anders Teir - Bruno Roschnafsky - Sabin Faur - Marcel Țenter - Rolland Török - Filip Adamović - Andrii Kalnichenko - Henry Domercant - Bambale Osby - Lasan Kromah - Robert Thomson - Giordan Watson |